# 赤谷奈緒子
赤谷 奈緒子（あかたに なおこ、1990年11月14日 - ）は、日本の女性ファッションモデル。TENCARAT Plume所属。

## 略歴
広島県大竹市で3兄妹の末っ子（姉と兄がいる）として生まれる。
2004年、女子中高生向けファッション雑誌『Seventeen』のオーディションで「ミスセブンティーン2004」に選ばれ、同年から同誌専属モデルとして活動した。ちなみに「ミスセブンティーン2003」のオーディションでも、最終選考まで残っていたがこのときは落選している。
2010年3月発売の『Seventeen』4月号で同誌を卒業。同年4月より雑誌『non-no』の専属モデルとして活動した。
2014年12月31日をもって10年間所属したフロスツゥーを辞めて、2015年からテンカラットに所属する。

## 人物
- 同じセブンティーンモデルだった南條有香、七菜香と仲が良い[6]。
- 2019年7月10日放送のBS-TBS『タビフク+VR』で、同年6月26日に一般男性と結婚したことを明かした[7]。2020年1月25日に第1子男児[8]、2023年12月16日に第2子女児を出産した[9]。

## 出演

### CM
- piu（ESS）契約モデル
- ELLE ECOLE（尾崎商事）イメージキャラクター
- ニンテンドーDS用ソフト「ハムスターと暮らそう」（任天堂）イメージガール
- 東京ディズニーリゾート「Let's！春キャン！」（2008年） - STモデル（STモ）の4人(有末麻祐子、赤谷奈緒子、南條有香、佐藤ありさ)で出演

### テレビ
- ウチスタCollection（フジテレビ）レギュラー
- 恋ふぁく～みんなで恋しよ!ケータイ小説FACTORY～（2008年7月29日 - 、メ〜テレ）

### 映画
- GIRLS LOVE（2009年）

### スチール
- プリクラ「恋日記」（アトラス）
- 任天堂DSソフト ハムスターと暮らそう（任天堂）
- ピゥ 会報誌「放課後クラブ」（ESS）
- ELLE（尾崎商事）05イメージキャラクター

WEB
- 2ウィークアキュビュー（ジョンソン&ジョンソン）

### カタログ
- ジョイフルまるやま「プリズム館」（丸昌振袖）

## 書籍

### 写真集
- スクールガール2（撮影：小林基行）

### 雑誌
- セブンティーン（2004年 - 2010年、集英社）専属モデル
- non-no（2010年 - 2012年、集英社）専属モデル